# Ведмідь етруський
{{#ifeq:0|0|{{#if:|{{#if:Ursusetruscus|[[]}}|}}}}
Етруський ведмідь (Ursus etruscus) — викопний вид ведмедя, ендемічний для Європи, Азії та Північної Африки у пліоцені — плейстоцені, який жив приблизно від 5,3 млн—100 000 років тому.

## Таксономія

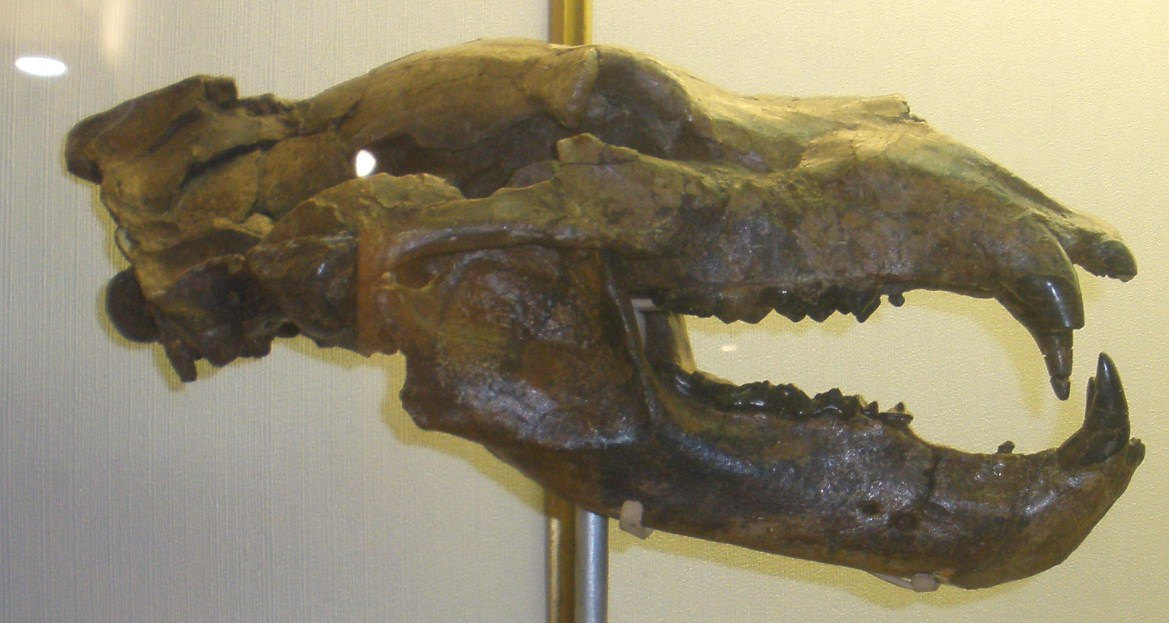
Череп Ursus etruscus

Ursus etruscus, ймовірно, еволюціонував від Ursus minimus і дав початок сучасному бурому ведмедю і вимерлому печерному ведмедю. Деякі науковці стверджують, що ранній невеликий підвид U. etruscus часів середини Віллафранка зберігся у формі сучасного азійського чорного ведмедя.

## Морфологія
За своїми розмірами він не відрізнявся від бурих ведмедів Європи та мав повний набір премолярів, ознака, що походить від роду Ursavus.